# Valeri Nikolayevich Zubakov
Valeri Nikolayevich Zubakov (tiếng Nga: Валерий Николаевич Зубаков; sinh ngày 30 tháng 1 năm 1946) là một huấn luyện viên và cựu cầu thủ bóng đá chuyên nghiệp người Nga.